# José Lamadrid
José Luis Lamadrid Prados (3 de julio de 1930-3 de octubre de 2021) fue un futbolista mexicano que jugaba como delantero. Fue ingeniero y también comentarista y analista deportivo. Jugó en México con el Real Club España, América en dos ocasiones, Necaxa, Toluca y con el Club Deportivo Guadalajara, equipo en donde se retiró.

## Trayectoria

### Eliminatorias mundialistas
Lamadrid jugó durante las Eliminatorias para la Copa Mundial de la FIFA (en ese tiempo llamada Copa Jules Rimet) a celebrarse en Suiza en 1954, en los partidos contra Estados Unidos (1-3) y (0-4) y contra Haití (0-4).[cita requerida]

### Copa Mundial en Suiza
Formó parte del equipo nacional y durante la Copa Mundial de Fútbol de 1954 jugó contra Brasil y Francia. Fue el primer mexicano en anotar un gol en un mundial celebrado en Europa.[cita requerida]

### Analista deportivo
Posteriormente fue cronista deportivo de TV Azteca, donde hizo pareja con Fernando Marcos y con José Ramón Fernández, y recibió un Balón de Platino de la FEMEXFUT por su trayectoria en 2008. Fue el titular del programa radiofónico de fútbol Dos en el área y del libro con el mismo título que estaba por salir a la luz pública.[cita requerida]

## Clubes
| Club             | País   | Año       |
| ---------------- | ------ | --------- |
| Real Club España | México | 1949-1950 |
| C.F. América     | México | 1950-1951 |
| Necaxa           | México | 1951-1954 |
| Deportivo Toluca | México | 1954-1955 |
| C.F. América     | México | 1955-1956 |
| Cuautla          | México | 1957      |

## Participaciones en Copas del Mundo
| Mundial                        | Sede  | Resultado    |
| ------------------------------ | ----- | ------------ |
| Copa Mundial de Fútbol de 1954 | Suiza | Primera Fase |